# Шугурово (Мединський район)
Шугурово (рос. Шугурово) — присілок в Мединському районі Калузької області Російської Федерації.
Населення становить 7 осіб. Входить до складу муніципального утворення Присілок Михальчуково.

## Історія
Від 2004 року входить до складу муніципального утворення Присілок Михальчуково.

## Населення
1. Н/Д[2]